# Zapará
Zapará és una entitat de població de l'Uruguai, ubicada al nord-oest del departament de Tacuarembó.
Es troba a 239 metres sobre el nivell del mar. Té una població aproximada de 700 habitants.